# Limnobium
Limnobium és un gènere de plantes aquàtiques el qual són plantes natives d'Amèrica

## Taxonomia
1. Limnobium laevigatum (Humb. & Bonpl. ex Willd.) Heine - Mèxic, Amèrica Central, Amèrica del Sud i Antilles
2. Limnobium spongia (Bosc) Steud. - USA (Lower Mississippi Valley, Southern Coastal Plain from TX to DE;)[3]

## Anteriorment inclosa en aquest gènere
Limnobium dubium (Blume) Shäffer-Fehre - Hydrocharis dubia (Blume) Backer